# 渡辺リサ
渡辺 リサ （わたなべ リサ、2002年〈平成14年〉3月1日 - ）は、日本のファッションモデル、インフルエンサー。広島県出身。PRISM所属。

## 来歴
2002年、広島県出身。14歳から月刊Popteenにて活躍。読者投票人気ランキングで1位を獲得し、見開き1ページの特集企画を得た。
2017年、TikTokへ活動拠点を移す。
2022年、株式会社ナンバーセブンが創刊するGIANNAの専属モデルになる。

## 人物
- 2児の母[2][3]。
- 夫は広島東洋カープ所属の小園海斗[4]。

## 出演

### ファッション関連
- 関西コレクション2021 S/S（2021年3月7日、京セラドーム大阪）[5]
- バズコン2021（2021年6月27日、club Joule）
- 関西コレクション2022 S/S（2022年3月5日、京セラドーム大阪）

### イベント
- 呉浴衣コンテスト2022（2022年7月30日、呉れんがどおり）
- スイートガーデン枚方津田 オープンイベント（2022年）

### 雑誌
- GIANNA #05 - #07（2022年）[1]